# Don McCullin
Sir Donald McCullin (Londres, 9 de outubro de 1935) é um fotojornalista britânico, conhecido pelo trabalho em locais de guerra e em conflitos urbanos. Sua história foi retratada no documentário McCullin (2012).